# Paul Burian
Pour les articles homonymes, voir Burian.
Paul Burian, né en 1944, est un acteur et metteur en scène allemand.

## Filmographie partielle

### Au cinéma
- 1974 : Konfrontation : Moritz Berg
- 1974 : Supermarkt : Sozialarbeiter
- 1976 : L'Homme à tout faire (Der Gehülfe) : Joseph Marti
- 1977 : L'Œuf du serpent (The Serpent's Egg) : Le Cobaye
- 1978 : Alzire oder der neue Kontinent : Man in Experiment (non crédité)
- 1979 : Winterreise im Olympiastadion :
- 1979 : Woyzeck : Andres
- 1982 : Mamma : Brecht
- 1982 : Wer spinnt denn da, Herr Doktor? : Klaus Scheuermann
- 1987 : Das weite Land : Monsieur Natter
- 1993 : Flüchtig :
- 1993 : Der grüne Heinrich : le professeur / Lehrer
- 2005 : Être sans destin (Sorstalanság) :
- 2007 : Lamento : Pfarrer Karras

## Récompenses et distinctions
- (en) Paul Burian: Awards, sur l'Internet Movie Database